# 細窄真亮羽水蚤
細窄真亮羽水蚤（学名：Euaugaptilus angustus）为亮羽水蚤科真亮羽水蚤屬下的一个种。